# Saison 7 de NCIS : Enquêtes spéciales
Chronologie
Saison 6 Saison 8
Cet article présente le guide des épisodes la septième saison de la série télévisée NCIS : Enquêtes spéciales

## Distribution

### Acteurs principaux
- Mark Harmon (VF : Hervé Jolly) : Leroy Jethro Gibbs
- Michael Weatherly (VF : Xavier Fagnon) : Anthony "Tony" DiNozzo Jr.
- Cote de Pablo (VF : Cathy Diraison) : Ziva David
- Pauley Perrette (VF : Anne O'Dolan) : Abigail Sciuto
- Sean Murray (VF : Adrien Antoine) : Timothy McGee
- Rocky Carroll (VF : Serge Faliu) : Leon Vance
- David McCallum (VF : Michel Le Royer) : Donald Mallard

### Acteurs récurrents et invités
- Brian Dietzen (VF : Christophe Lemoine) : [Jimmy Palmer] (2, 5, 8, 10, 11, 14, 16, 18, 20 à 22 et 24)
- Rudolf Martin : Ari Haswari en flashback (épisode 2)
- Jackie Geary : Agent Susan Grady (épisodes 3 et 20)
- Todd Lowe : Agent Chad Dunham (épisodes 1, 4 et 7)
- TJ Ramini : Malachi Ben-Gidon (épisode 4)
- Robert Patrick : Colonel Merton Bell (épisodes 6 et 11)
- Paul Telfer : Damon Werth (épisodes 6 et 15)
- Muse Watson : Mike Franks (épisodes 6 et 24)
- Ralph Waite (VF : Jean-François Lalet) : Jackson Gibbs (épisodes 10 et 24)
- Rena Sofer : Margaret Alisson Hart[1] (11, 14, 16, 21, 23 et 24)
- Robert Wagner : Anthony DiNozzo Sr. (épisode 12)
- Meredith Eaton (VF : Fily Keita)  : Carol Wilson (épisode 10)
- Dina Meyer : Holly Snow (épisodes 13 et 19)
- Joe Spano (VF : Gérard Rinaldi) : Tobias C. Fornell (épisodes 15 et 20)
- Gena Rowlands : Joann Fielding (mère de Shannon) (épisode 16)
- Marco Sanchez : Alejandro Rivera[2] (épisodes 21 à 24)
- Jacqueline Obradors : Paloma Reynosa (épisodes 22 et 24)

## Production
La septième saison, comporte 24 épisodes, elle est diffusée du 22 septembre 2009 au 25 mai 2010 sur le réseau CBS.
Au Canada la saison a été diffusée en simultanée avec la diffusion américaine sur le réseau Global.
En France, la saison est diffusée du 20 août 2010 au 4 février 2011 sur M6.
Au Québec, elle est diffusée du 23 août 2010 au 18 septembre 2010 sur la chaîne Historia.
Brian Dietzen, Muse Watson et Joe Spano sont revenus en tant que récurrents dans un ou plusieurs épisodes de cette saison.
Cette saison marque la première apparition du père de DiNozzo, Antony DiNozzo Sénior, interprété par Robert Wagner.

## Épisodes

### Épisode 1:Vengeance
- États-Unis /  Canada : 22 septembre 2009 sur CBS / Global
- Suisse : 19 août 2010 sur RTS Un
- France : 20 août 2010 sur M6
- Québec : 23 août 2010 sur Historia
- Belgique : 13 octobre 2010 sur RTL-TVI

- États-Unis : 20,61 millions de téléspectateurs[5]
- Canada : 2,699 millions de téléspectateurs[6]
- France : 3,85 millions de téléspectateurs (22,1 % de pda*)
- Belgique : 615 600 téléspectateurs (32,3 % de pda)

- Omid Abtahi (Saleem Ulman)
- Todd Lowe (NCIS Special Agent Chad Dunham)
- Marcus Brown (Navy Petty Officer Dominic Dimarco)
- Noa Tishby (DEA Agent Emily Garver)
- Sonita Henry (Captain Rebecca Becky Hastings)
- Mercedes Masöhn (Police Officer Heather Kincaid)

- Gibbs va revêtir sa tenue de sniper durant l'épisode.
- Ziva est de retour au NCIS après cet épisode.

### Épisode 2:Obéir aux ordres
- États-Unis /  Canada : 29 septembre 2009 sur CBS / Global
- Suisse : 19 août 2010 sur RTS Un
- Québec : 24 août 2010 sur Historia
- France : 27 août 2010 sur M6
- Belgique : 13 octobre 2010 sur RTL-TVI

- États-Unis : 21,37 millions de téléspectateurs[7]
- Canada : 2,542 millions de téléspectateurs[8]
- France : 4,7 millions de téléspectateurs (22,8 % de pda*)
- Belgique : 551 500 téléspectateurs (31,8 % de pda)

- Brian Dietzen (Jimmy Palmer) 1/12
- Chad Addison (Young Eric Jurel)
- Stevens Gaston (Young Jeff Ross)
- Courtney Henggeler (Scorpio Sinn)
- Ian Reed Kesler (Police Officer Howard Shelley)
- Valarie Rae Miller (NCIS Special Agent Bryn Filmore)
- Oliver Muirhead (Jay Danorth)
- Charles Parnell (Marine Colonel Dick Jestern)
- Timm Perry (Young Alan Sandich)
- Eamonn Roche (Hector Stuckey)
- Elijah Trichon (Young Howard Shelly)
- Sarah Utterback (Elaina Marcus)

- À la fin de l'épisode, Ari Haswari (Rudolf Martin) apparaît dans un flashback.
- Ziva reconnait en Gibbs un deuxième père.

### Épisode 3:Délit d'initié
- États-Unis /  Canada : 6 octobre 2009 sur CBS / Global
- Québec : 25 août 2010 sur Historia
- Suisse : 26 août 2010 sur RTS Un
- France : 3 septembre 2010 sur M6
- Belgique : 20 octobre 2010 sur RTL-TVI

- États-Unis : 20,7 millions de téléspectateurs[9]
- Canada : 2,839 millions de téléspectateurs[10]
- France : 5,113 millions de téléspectateurs (21,0 % de pda*)
- Belgique : 608 900 téléspectateurs (32,7 % de pda)

- Roro (Antunes Barata Rodrigue)
- Erin Cahill (Jessica Summers)
- Julian Acosta (Matt Burns)
- Jack Conley (Danny Sportelli)
- Jackie Geary (Agent du NCIS Susan Grady)
- H. Richard Greene (Thomas Victor)
- Clyde Kusatsu (Benjamin Franklin)
- Kelly Overton (Détective Megan Hanley)
- James Shanklin (Martin Armstrong)
- Kevin Will (Will Sutton)
- Christinna Chaunchey (Andrea Morton)
- Cazmir Milostan (Officier)

### Épisode 4:Le Prix de la loyauté
- États-Unis /  Canada : 13 octobre 2009 sur CBS / Global
- Québec : 26 août 2010 sur Historia
- Suisse : 26 août 2010 sur RTS Un
- France : 10 septembre 2010 sur M6
- Belgique : 20 octobre 2010 sur RTL-TVI

- États-Unis : 21,04 millions de téléspectateurs[11]
- Canada : 2,473 millions de téléspectateurs[12]
- France : 4,601 millions de téléspectateurs (19,7 % de pda*)
- Belgique : 590 800 téléspectateurs (32,9 % de pda)

- Erik Palladino (Daniel Cryer)
- T.J. Ramini (officier du Mossad Malachi Ben-Gidon)
- Joseph Kamal (capitaine Kassib Yosef)
- Todd Lowe (agent du NCIS Chad Dunham)
- Brett Rickaby (Steve Diamond)
- Stoney Westmoreland (Larry Diamond)
- Kwabena Darkwah (Bahir Numas)

### Épisode 5:La Nuit de tous les dangers
- États-Unis /  Canada : 20 octobre 2009 sur CBS / Global
- Québec : 27 août 2010 sur RTL-TVI
- Suisse : 2 septembre 2010 sur RTS Un
- France : 17 septembre 2010 sur M6

- États-Unis : 21,25 millions de téléspectateurs[13]
- Canada : 2,404 millions de téléspectateurs[14]
- France : 5,394 millions de téléspectateurs (21,7 % de pda*)
- Belgique : 553 035 téléspectateurs (28,3 % de pda)

- Brian Dietzen (Jimmy Palmer) 2/12
- Perry Anzilotti (Ted Rodgers)
- McKinley Freeman (Ross Barnes)
- Patric Knutsson (« Hear »)
- Brooke Nevin (Rachel Sparks)
- Teo Olivares (« Speak »)
- Mona Patterson (Ballerine n°1)
- Lu Patterson (Ballerine n°2)
- Daniel Lee Robertson III (« See »)
- Chelsey Valentine (Midevil Queen)
- Stefanie von Pfetten (Sara Korby)
- Brian Patrick Wade (David Singer)

### Épisode 6:Une affaire de famille
- États-Unis /  Canada : 3 novembre 2009 sur CBS / Global
- Québec : 28 août 2010 sur Historia
- Suisse : 2 septembre 2010 sur RTS Un
- France : 24 septembre 2010 sur M6
- Belgique : 27 octobre 2010 sur RTL-TVI

- États-Unis : 20,18 millions de téléspectateurs[15]
- Canada : 2,194 millions de téléspectateurs[16]
- France : 5,443 millions de téléspectateurs (21,4 % de pda*)
- Belgique : 553 035 téléspectateurs (28,3 % de pda)

- Muse Watson (Michael Franks) 1/2
- Robert Patrick (Merton Bell)
- Diane Venora (Shada Shakarki)
- Tehmina Sunny (Leyla Shakarji)
- Paul Telfer (Damon Werth)
- Lela Loren (agent du NCIS Isabella Cortez)
- Donald Sage Mackay (commandant de la Navy Kerry Killmartin)
- Marlon John (paramilitaire)

Abby tente de découvrir comment Gibbs a réussi à sortir son bateau, le Kelly de sa cave. 

### Épisode 7:Les Frontières de notre destin
- États-Unis /  Canada : 10 novembre 2009 sur CBS / Global
- Québec : 30 août 2010 sur Historia
- France : 1er octobre 2010 sur M6
- Belgique : 3 novembre 2010 sur RTL-TVI
- Suisse : sur RTS Un

- États-Unis : 20,96 millions de téléspectateurs[17]
- Canada : 2,646 millions de téléspectateurs[18]
- France : 5,2 millions de téléspectateurs
- Belgique : 607 000 téléspectateurs (32,1 % de pda*)

- Paula Newsome (Jackie Vance)
- Kelly Hu (Lee Wuan Kai)
- Todd Lowe (agent du NCIS Chad Dunham)
- Lindy Booth (Amanda Barrow)
- Penny Johnson Jerald (Joanne Torrence)
- Alla Korot (Linda DeMarco)
- Theodore Perkins (cadet de l'armée Clay Waring)
- Leonard Wu (Alex Delapena)
- Kent Shocknek (Guy Ross)

### Épisode 8:À l'ancienne/Fondu au noir
- États-Unis /  Canada : 17 novembre 2009 sur CBS / Global
- Québec : 31 août 2010 sur Historia
- France : 8 octobre 2010 sur M6
- Belgique : 3 novembre 2010 sur RTL-TVI

- États-Unis : 20,34 millions de téléspectateurs[19]
- Canada : 2,47 millions de téléspectateurs[20]
- France : 5,01 millions de téléspectateurs (20,2 % de pda*)
- Belgique : 610 100 téléspectateurs (33,3 % de pda*)

- Brian Dietzen (Jimmy Palmer) 3/12
- Cara Buono (agent de la sécurité nationale, Sarah Resnik)
- Corey Sorenson (Anthony Paxton)
- Ryan Honey (Colin Stone)
- Roderick L. McCarthy (Dane Frazier)
- Frank Caeti (Geek)
- Roger Ranney (Réparateur d'ascenseur)

### Épisode 9:Jeu d'enfant/Les Petits Génies
- États-Unis /  Canada : 24 novembre 2009 sur CBS / Global
- Québec : 1er septembre 2010 sur Historia
- France : 15 octobre 2010 sur M6
- Belgique : sur RTL-TVI

- États-Unis : 20,35 millions de téléspectateurs[21]
- Canada : 2,587 millions de téléspectateurs[22]
- France : 5,2 millions de téléspectateurs (20,7 % de pda*)

- Gabriel Olds (Gregg Norvell)
- Lisa Sheridan (Krista Dalton)
- Francis Capra (Eddie Castillo)
- Madeline Carroll (Angela Kelp)
- Emily Swallow (Darlene Kelp)
- Carlease Burke (D'Arcy McKinna)
- Spencer Daniels (Brett Murphy)
- Ray Mabus (Agent du NCIS Ray Mabus)

### Épisode 10:Caïn et Abel/Cadavre et cadeaux
- États-Unis /  Canada : 15 décembre 2009 sur CBS / Global
- Québec : 2 septembre 2010 sur Historia
- France : 22 octobre 2010 sur M6

- États-Unis : 20,69 millions de téléspectateurs[24]
- Canada : 2,296 millions de téléspectateurs[25]
- France : 5,33 millions de téléspectateurs (21,1 % de pda*)

- Brian Dietzen (Jimmy Palmer) 4/12
- Ralph Waite (Jackson Gibbs)
- Joe Regalbuto (George Ellis)
- Corey Reynolds (aumônier Aaban El-Sayad)
- Brando Eaton (Patrick Ellis)
- Lindsay Pulsipher (Tina Ellis)
- Meredith Eaton (Carol Wilson)
- Aaron McPherson (Louis Tibbens)
- Jenna Gavigan (Lara)
- Kristopher Higgins (Dean)
- Rochelle Greenwood (Cara Blake)
- Kate Fuglei (Delores Bromstead)
- Harrison Forsyth (Fisher Blake)

### Épisode 11:Le Rêve d'Icare/En plein vol
- États-Unis /  Canada : 5 janvier 2010 sur CBS / Global
- Québec : 3 septembre 2010 sur Historia
- France : 29 octobre 2010 sur M6

- États-Unis : 21,37 millions de téléspectateurs[26]
- Canada : 2,215 millions de téléspectateurs[27]
- France : 5,45 millions de téléspectateurs (21,9 % de pda*)

- Brian Dietzen (Jimmy Palmer) 5/12
- Rena Sofer (Margaret Allison Hart) 1/6
- Marcus Giamatti (Victor Tillman)
- Chris Bruno (James « Sandman » Powell)
- Melinda Page Hamilton (Vanessa Tillman)
- Jeff Hephner (Peter « Banshee » Sheridan)
- Rachel Grate (Forest Ranger Mina)
- Brandon Bell (Forest Ranger Jake)
- Robert Patrick (Merton Bell)

Où l'on entend à nouveau parler du Colonel Bell et où McGee démontre sa culture et ses talents de pilotage de modèles réduits. 

### Épisode 12:Les Liens du sang/Haute protection
- États-Unis /  Canada : 12 janvier 2010 sur CBS / Global
- Québec : 4 septembre sur Historia
- France : 5 novembre 2010 sur M6

- États-Unis : 20,85 millions de téléspectateurs[28]
- Canada : 2,147 millions de téléspectateurs[29]
- France : 6,52 millions de téléspectateurs (25,2 % de pda*)

- Robert Wagner (Anthony DiNozzo Sr.)
- Joe Lando (Lieutenant Colonel Rob Clarke )
- Penny Johnson Jerald (Joanne Torrence)
- Alon Aboutboul (Omar Ibn Alwaan)
- Mido Hamada (Abdalla Ibn Alwaan)
- Amir Arison (Prince Sayif Ibn Alwaan)
- John O'Brien (Bruce)
- Mark Ankeny (Barry Kester)
- Yan Feldman (Walid Abbas)
- Adam Conger (Bellhop)
- Lauren Shiohama (Taylor)
- Samantha Sergeant (Ashley)

### Épisode 13:Meurtre en plein vol/Le tueur est dans l'avion
- États-Unis /  Canada : 26 janvier 2010 sur CBS / Global
- Québec : 6 septembre 2010 sur Historia
- France : 12 novembre 2010 sur M6

- États-Unis : 20,22 millions de téléspectateurs[30]
- Canada : 2,005 millions de téléspectateurs[31]
- France : 5,73 millions de téléspectateurs (22,5 % de pda*)

- Lily Rains (Nora Williams)
- Dina Meyer (Holly Snow)
- Ryan Cutrona (Ray Beringer)
- Victoria Pratt (Tiffany Chase)
- David de Lautour (Daniel Sturgis)
- Kevin Symons (Federal Air Marshall Mark Neeley)

- Lorsque DiNozzo parle avec Ziva au café, il dit « Bien sûr, ma seule source était un trafiquant d'armes Français et sa fille plutôt ravissante », il fait référence à René Benoit (tué lors de la saison 5) et sa fille Jeanne Benoît (son ex-petite amie, lors de la saison 5). Quelques répliques jettent le doute sur la réelle relation qu'entretiennent les deux agents.
- Ziva explique à Nora qu'il n'y avait qu'une seule chambre d'hôtel à Paris et qu'elle a dû la partager avec Tony. Elle rassure Nora en lui disant qu'elle a dormi sur le canapé. À la fin de l'épisode, McGee demande qui a dormi sur le canapé et Tony répond « C'est moi, on a fait pile ou face ». Ziva demande ensuite à Tony pourquoi il a menti à McGee et Tony lui demande pourquoi elle a menti à Nora.

### Épisode 14:Mascarade/Contre-la-montre
- États-Unis /  Canada : 2 février 2010 sur CBS / Global
- Québec : 7 septembre 2010 sur Historia
- France : 19 novembre 2010 sur M6

- États-Unis : 19,23 millions de téléspectateurs[32]
- Canada : 2,18 millions de téléspectateurs[33]
- France : 6,05 millions de téléspectateurs (23,6 % de pda*)

- Brian Dietzen (Jimmy Palmer) 6/12
- Rena Sofer (Margaret Allison Hart) 2/6
- John Getz (Walter Kane)
- Brad Greenquist (Dr Damon Shore)
- Jeremy Ray (Valdez Alfonso Vega)
- Yorlin Madera (Roman Vega)
- Arjay Smith (Roy)
- Ginny Weirick (Lynne)
- Kent Shocknek (Guy Ross)
- Marlon John (Gardien)

### Épisode 15:Convoi dangereux/Détournement
- États-Unis /  Canada : 9 février 2010 sur CBS / Global
- Québec : 8 septembre 2010 sur Historia
- France : 26 novembre 2010 sur M6

- États-Unis : 19,75 millions de téléspectateurs[34]
- Canada : 2,172 millions de téléspectateurs[35]
- France : 5,67 millions de téléspectateurs (21,9 % de pda*)

- Joe Spano (Tobias C. Fornell) 1/2
- Paul Telfer (Damon Werth)
- Peter Woodward (David Devoisier)
- Jason Spisak (Aaron Szwed)
- David St. Louis (Gerald Lucas)

### Épisode 16:L'Amour d'une mère/Flash-back
- États-Unis /  Canada : 2 mars 2010 sur CBS / Global
- Québec : 9 septembre 2010 sur Historia
- France : 3 décembre 2010 sur M6

- États-Unis : 19,62 millions de téléspectateurs[36]
- Canada : 2,406 millions de téléspectateurs[37]
- France : 6,37 millions de téléspectateurs (23,9 % de pda*)

- Brian Dietzen (Jimmy Palmer) 7/12
- Rena Sofer (Margaret Allison Hart) 3/6
- Gena Rowlands (Joann Fielding)
- Adam Kaufman (Philip McCadden)
- Bryce Johnson (David Shankton)
- Leann Hunley (Young Joann Fielding)
- Michelle Pierce (Breena Slater)
- Aviva (Young Shannon)
- Eric Tiede (Neil)
- Blythe Auffarth (Mélanie)

### Épisode 17:Double identité/Double vie, simple mortel
- États-Unis /  Canada : 9 mars 2010 sur CBS / Global
- Québec : 10 septembre 2010 sur Historia
- France : 10 décembre 2010 sur M6

- États-Unis : 19,58 millions de téléspectateurs[38]
- Canada : 2,359 millions de téléspectateurs[39]
- France : 5,21 millions de téléspectateurs (19,5 % de pda*)

- Joe Guzaldo (Pete Iger)
- Susan Misner (Leah Mayne)
- Christine Lakin (Rachel Wells)
- Alex Hyde-White (Dr Adam Tallridge)
- Michael Rose (Major des Marines Gordon Holcomb)
- Randy Vasquez (Agent du NCIS Roger Voight)
- John Edward Lee (Ancien Sergent des Marines Matthew Gontz)
- Wolfgang Bodison (Inspecteur du NPS Edward Killian)
- Robert Maxhimer (Agent du NPS Will Elliott)
- Virginia Watson (Infirmière Ruth Corruthers)
- Ryan McCann (Christian Wells/Ancien 1er Lieutenant des Marines John Mayne)
- Lauren Sanchez (Agent du NCIS Sanchez)
- Sarah Lewis (Technicien de laboratoire)

### Épisode 18:Chasseur de trésor/Gémellité
- États-Unis /  Canada : 16 mars 2010 sur CBS / Global
- Québec : 11 septembre 2010 sur Historia
- France : 17 décembre 2010 sur M6

- États-Unis : 18 millions de téléspectateurs[40]
- Canada : 2,515 millions de téléspectateurs[41]
- France : 5,37 millions de téléspectateurs (19,0 % de pda*)

- Brian Dietzen (Jimmy Palmer) 8/12
- Diane Neal (agent spécial du CGIS Abigail Borin)
- Gabrielle Miller (Andrea Mavrey)
- Shanna Moakler (Missy Dawkins)
- Eddie Shin (agent spécial du CGIS Kyle Omagi)
- Larry Brandenburg (Hubble)
- Aaron Lustig (Victor Kalsa)
- Richard Tillman (sergent Marine Davis Carter)
- Brody Hutzler (Michael Jensen)
- Hong Chau (technicien de laboratoire du FBI Molly Choi)
- Haran Jackson (Marine Private Fricker)
- Pamela Shaddock (Nurse)

### Épisode 19:Plaisir coupable/Vice et Vertu
- États-Unis /  Canada : 6 avril 2010 sur CBS / Global
- Québec : 13 septembre 2010 sur Historia
- France : 7 janvier 2011 sur M6

- États-Unis : 16,45 millions de téléspectateurs[42]
- Canada : 2,209 millions de téléspectateurs[43]
- France : 6,1 millions de téléspectateurs (23,1 % de pda*)

- Dina Meyer (Holly Snow)
- Adam Kaufman (Philip McCadden)
- Jason London (Dwight Kasdan)
- Taylor Cole (Charlotte Cook)
- Jillian Bach (Emily Moss)
- Bruce Nozick (Harvey Grossman)
- Hayley Chase (Kimberly)
- Cliff Weissman (Nicolas Everett)
- Kallee Brookes (Gwen)
- Chris Sheffield (Vince)

### Épisode 20:Justice parallèle/Meurtre au clair de lune
- États-Unis /  Canada : 27 avril 2010 sur CBS / Global
- Québec : 14 septembre 2010 sur Historia
- France : 14 janvier 2011 sur M6

- États-Unis : 16,29 millions de téléspectateurs[44]
- Canada : 2,316 millions de téléspectateurs[45]
- France : 6,16 millions de téléspectateurs (24,7 % de pda*)

- Brian Dietzen (Jimmy Palmer) 9/12
- Joe Spano (Tobias C. Fornell) 2/2
- Isabella Hofman (Juge Evelyn Wallace)
- Jackie Geary (Agent du NCIS Susan Grady)
- Daniel Sauli (Gus Templeton)
- Steve Talley (Bill)
- John Wynn (Ted)
- Andra Fuller (Navy Petty Office Scott Roebuck)
- Mark Allen Stewart (Stefano Delmar)

### Épisode 21:L'Année de l'espion/Obsession
- États-Unis /  Canada : 4 mai 2010 sur CBS / Global
- Québec : 15 septembre 2010 sur Historia
- France : 31 décembre 2010 sur M6

- États-Unis : 15,1 millions de téléspectateurs[46]
- Canada : 2,135 millions de téléspectateurs[47]
- France : 1,86 million de téléspectateurs[48] (11,2 % de pda*)
- France : 6,02 millions de téléspectateurs[49] (deuxième diffusion)

- Brian Dietzen (Jimmy Palmer) 10/12
- Rena Sofer (Margaret Alisson Hart) 4/6
- Ashley Scott (Dana Hutton)
- Marco Sanchez (Alejandro Rivera)
- Kerrie Keane (Maggie Reed)
- Bobby Hosea (Capitaine de la Navy Austin Sears)
- Jonathan Kerrigan (Rex Carhartt)
- Bob McCracken (Joshua Drewe)
- Randy Evans (Conducteur d'ambulance)

- Cette enquête a un rapport avec la Guerre froide.
- L'avocate, Margaret Alison Hart est promue employé temporaire du NCIS le temps d'un épisode.

### Épisode 22:Une vieille histoire/À la frontière
- États-Unis /  Canada : 11 mai 2010 sur CBS / Global
- Québec : 16 septembre 2010 sur Historia
- France : 21 janvier 2011 sur M6

- États-Unis : 17,23 millions de téléspectateurs[50]
- Canada : 2,257 millions de téléspectateurs[51]
- France : 6,12 millions de téléspectateurs (23,5 % de pda*)

- Marco Sanchez (Alejandro Rivera)
- Brian Dietzen (Jimmy Palmer) 11/12
- Claudia Black (Velvet Road)

### Épisode 23:Au nom des miens/Une équipe déstabilisée/Pris pour Cible
- États-Unis /  Canada : 18 mai 2010 sur CBS / Global
- Québec : 17 septembre 2010 sur Historia
- France : 28 janvier 2011 sur M6

- États-Unis : 15,96 millions de téléspectateurs[52]
- Canada : 2,201 millions de téléspectateurs[53]
- France : 5,87 millions de téléspectateurs (23,4 % de pda*)

- Rena Sofer (Margaret Allison Hart) 5/6
- Marco Sanchez (Alejandro Rivera)
- Richard Burgi (Randall Hammond)
- Dylan Bruno (Jason Paul Dean)
- Courtney Ford (Navy Petty Officer 2nd Class Kaylen Burrows)
- Susan Santiago (Camila Charo)
- Sterling Sulieman (NCIS Special Agent Emil Mineoux)
- Jeffrey Doornbos (Marshall Tomko)
- Joseph Williamson (Navy Seaman George Capetanos)
- Christopher Foley (Navy Ensign Philip Bosch)
- Ryan Caltagirone (Navy Seaman Karl Wachter)
- Nick Niven (Tyler Hammond)

### Épisode 24:Règle 51
- États-Unis /  Canada : 25 mai 2010 sur CBS / Global
- Québec : 18 septembre 2010 sur Historia
- France : 4 février 2011 sur M6

- États-Unis : 16,3 millions de téléspectateurs[54]
- Canada : 2,332 millions de téléspectateurs[55]
- France : 6,08 millions de téléspectateurs (24,1 % de pda*)

- Brian Dietzen (Jimmy Palmer) 12/12
- Muse Watson (Mike Franks) 2/2
- Ralph Waite (Jackson Gibbs)
- Rena Sofer (Margaret Allison Hart) 6/6
- Marco Sanchez (Alejandro Rivera)
- Dylan Bruno (Jason Paul Dean)
- Jacqueline Obradors (Paloma Reynosa)
- Ariel Llinas (Federale)

- À la fin de l'épisode, on découvre que Mike Franks est toujours en vie.
- La responsable des opérations de l'OPS (NCIS: Los Angeles) Henrietta « Hetty » Lange est mentionnée par Leon Vance.

## Audiences

### En France
En millions de téléspectateurs 

### Aux États-Unis
En millions de téléspectateurs 

### Au Canada anglophone

#### Portrait global
- La moyenne de cette saison est d’environ 2,36 millions de téléspectateurs.

#### Données détaillées
| Numéro épisode | Titre original        | Titre québécois                | Diffuseur | Date de diffusion originale (2009-2010) | Heure        | Audience (en nombre de téléspectateurs) | Classement soirée | Classement semaine |
| -------------- | --------------------- | ------------------------------ | --------- | --------------------------------------- | ------------ | --------------------------------------- | ----------------- | ------------------ |
| 1              | Truth or Consequences | Vengeance                      | Global    | Mardi 22 septembre 2009                 | 20 h HE / HP | 2 699 000                               | 1                 | 7                  |
| 2              | Reunion               | Obéir aux ordres               | Global    | Mardi 29 septembre 2009                 | 20 h HE / HP | 2 542 000                               | 1                 | 8                  |
| 3              | The Inside Man        | Délit d’initié                 | Global    | Mardi 6 octobre 2009                    | 20 h HE / HP | 2 839 000                               | 1                 | 4                  |
| 4              | Good Cop, Bad Cop     | Le prix de la loyauté          | Global    | Mardi 13 octobre 2009                   | 20 h HE / HP | 2 473 000                               | 1                 | 6                  |
| 5              | Code of Conduct       | La nuit de tous les dangers    | Global    | Mardi 20 octobre                        | 20 h HE / HP | 2 404 000                               | 1                 | 8                  |
| 6              | Outlaws and In-Laws   | Une affaire de famille         | Global    | Mardi 3 novembre 2009                   | 20 h HE / HP | 2 194 000                               | 1                 | 9                  |
| 7              | Endgame               | Les frontières de notre destin | Global    | Mardi 10 novembre 2009                  | 20 h HE / HP | 2 646 000                               | 1                 | 7                  |
| 8              | Power Down            | Fondu au noir                  | Global    | Mardi 17 novembre 2009                  | 20 h HE / HP | 2 470 000                               | 1                 | 7                  |
| 9              | Child’s Play          | Les petits génies              | Global    | Mardi 24 novembre 2009                  | 20 h HE / HP | 2 587 000                               | 1                 | 4                  |
| 10             | Faith                 | Cadavre et cadeaux             | Global    | Mardi 15 décembre 2009                  | 20 h HE / HP | 2 296 000                               | 1                 | 4                  |
| 11             | Ignition              | En plein vol                   | Global    | Mardi 5 janvier 2010                    | 20 h HE / HP | 2 215 000                               | 3                 | 3                  |
| 12             | Flesh and Blood       | Haute protection               | Global    | Mardi 12 janvier 2010                   | 20 h HE / HP | 2 147 000                               | 2                 | 8                  |
| 13             | Jet Lag               | Le tueur est dans l'avion      | Global    | Mardi 26 janvier 2010                   | 20 h HE / HP | 2 005 000                               | 2                 | 6                  |
| 14             | Masquerade            | Contre-la-montre               | Global    | Mardi 2 février 2010                    | 20 h HE / HP | 2 180 000                               | 2                 | 10                 |
| 15             | Jack Knife            | Détournement                   | Global    | Mardi 9 février 2010                    | 20 h HE / HP | 2 172 000                               | 2                 | 11                 |
| 16             | Mother’s Day          | Flash-back                     | Global    | Mardi 2 mars 2010                       | 20 h HE / HP | 2 406 000                               | 1                 | 5                  |
| 17             | Double Identity       | Double vie, simple mortel      | Global    | Mardi 9 mars 2010                       | 20 h HE / HP | 2 359 000                               | 1                 | 7                  |
| 18             | Jurisdiction          | Gémellité                      | Global    | Mardi 16 mars 2010                      | 20 h HE / HP | 2 515 000                               | 2                 | 3                  |
| 19             | Guilty Pleasure       | Vice et vertu                  | Global    | Mardi 6 avril 2010                      | 20 h HE / HP | 2 209 000                               | 2                 | 8                  |
| 20             | Moonlighting          | Meurtre au clair de lune       | Global    | Mardi 27 avril 2010                     | 20 h HE / HP | 2 316 000                               | 2                 | 7                  |
| 21             | Obsession             | Obsession                      | Global    | Mardi 4 mai 2010                        | 20 h HE / HP | 2 135 000                               | 1                 | 6                  |
| 22             | Borderland            | À la frontière                 | Global    | Mardi 11 mai 2010                       | 20 h HE / HP | 2 257 000                               | 2                 | 9                  |
| 23             | Patriot Down          | Une équipe déstabilisée        | Global    | Mardi 18 mai 2010                       | 20 h HE / HP | 2 201 000                               | 3                 | 8                  |
| 24             | Rule Fifty-one        | Règle 51                       | Global    | Mardi 25 mai 2010                       | 20 h HE / HP | 2 332 000                               | 3                 | 7                  |